# Magyarország az 1904. évi nyári olimpiai játékokon
Magyarország az egyesült államokbeli St. Louisban megrendezett 1904. évi nyári olimpiai játékok egyik részt vevő nemzete volt, négy férfi sportolóval vett részt. A magyar atléták összesen négy érmet – két arany, egy ezüst és egy bronz – szereztek, ami eggyel kevesebb, mint az előző, a párizsi olimpián szerzett, és ezzel a nem hivatalos éremtáblázaton Magyarország az ötödik helyen végzett. A legeredményesebb magyar versenyző Halmay Zoltán volt, aki megfejelte négy évvel korábbi teljesítményét, és két aranyérmet nyert. Mellette Kiss Géza egy ezüst- és egy bronzérmet szerzett.
A magyar sportolók két sportágban, összesen huszonnyolc olimpiai pontot szereztek. Ez tizenkét ponttal kevesebb, mint az előző, párizsi olimpián elért eredmény.

## A magyar résztvevők listája

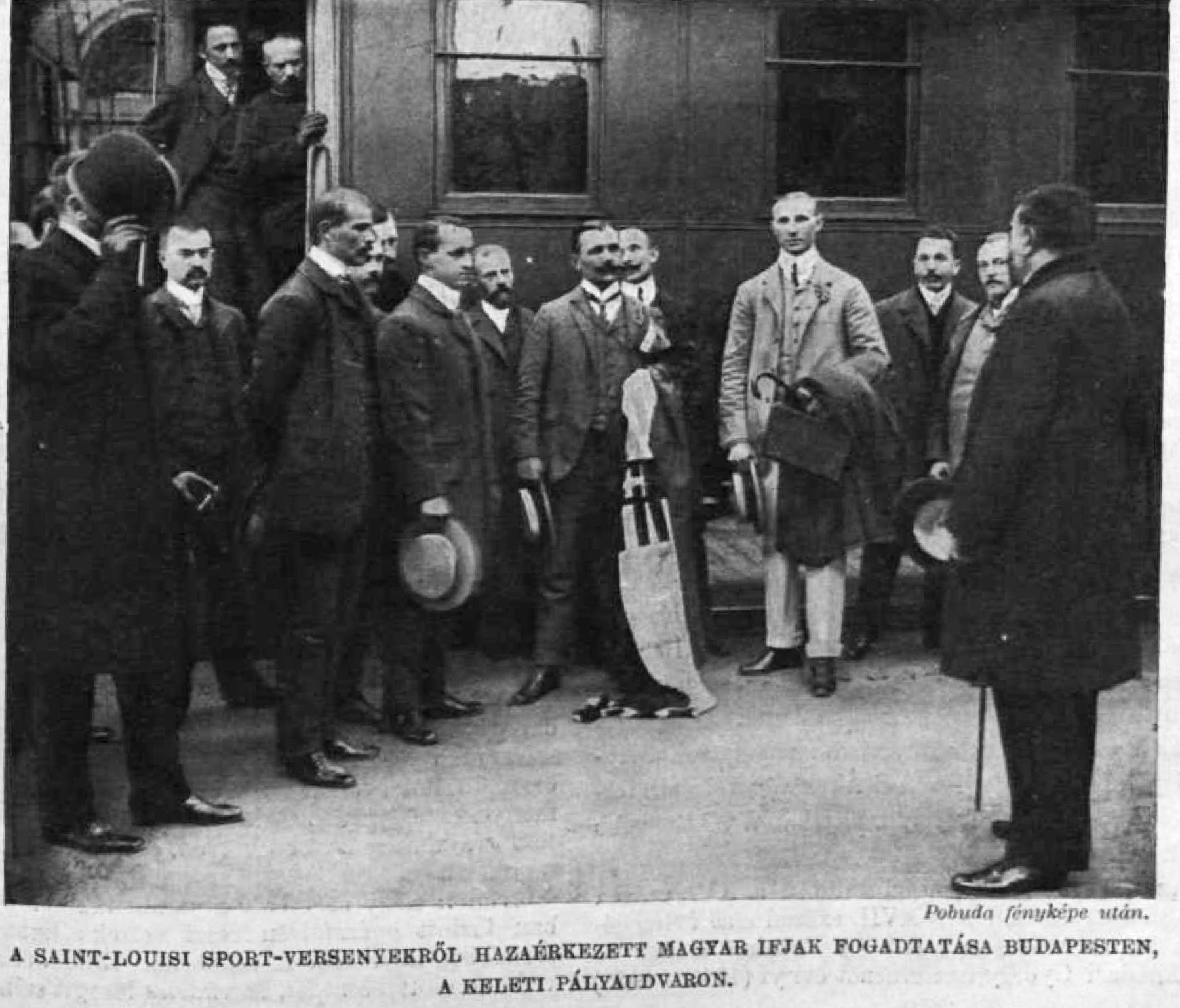
A magyar csapat hazaérkezése az 1904. évi nyári olimpiai játékokról, St. Louisból

## Eredményesség sportáganként
Az egyes sportágak eredményessége, ill. az induló versenyzők száma a következő (zárójelben a magyar indulókkal rendezett versenyszámok száma, kiemelve az egyes oszlopokban előforduló legmagasabb érték, vagy értékek):
| Sportág, szakág | Helyezések száma | Helyezések száma | Helyezések száma | Helyezések száma | Helyezések száma | Helyezések száma | Olimpiai pont | Indulók száma | Indulók száma | Indulók száma |
| Sportág, szakág |                  |                  |                  | 4.               | 5.               | 6.               | Olimpiai pont | Férfi         | Nő            | Össz.         |
| --------------- | ---------------- | ---------------- | ---------------- | ---------------- | ---------------- | ---------------- | ------------- | ------------- | ------------- | ------------- |
| Atlétika (5)    | 0                | 0                | 0                | 1                | 1                | 0                | 5             | 2             | 0             | 2             |
| Úszás (4)       | 2                | 1                | 1                | 0                | 0                | 0                | 23            | 2             | 0             | 2             |
| Összesen        | 2                | 1                | 1                | 1                | 1                | 0                | 28            | 4             | 0             | 4             |

## Magyar érmesek
| Érem  | Sportoló      | Sportág | Versenyszám          | Eredmény   |
| ----- | ------------- | ------- | -------------------- | ---------- |
| Arany | Halmay Zoltán | Úszás   | 50 yard gyorsúszás   | 28,0 s     |
| Arany | Halmay Zoltán | Úszás   | 100 yard gyorsúszás  | 1:02,8     |
| Ezüst | Kiss Géza     | Úszás   | 1 mérföld gyorsúszás | 28:28,2    |
| Bronz | Kiss Géza     | Úszás   | 880 yard gyorsúszás  | nincs adat |

## További magyar pontszerzők

### 4. helyezett
| Név              | Sportág  | Versenyszám | Eredmény |
| ---------------- | -------- | ----------- | -------- |
| Gönczy Lajos dr. | Atlétika | magasugrás  | 1,75 m   |

### 5. helyezett
| Név              | Sportág  | Versenyszám            | Eredmény |
| ---------------- | -------- | ---------------------- | -------- |
| Gönczy Lajos dr. | Atlétika | magasugrás állóhelyből | 1,35 m   |

### 6. helyezettek
Ezen az olimpián a magyar csapat nem szerzett hatodik helyet.

## Pontot nem szerző résztvevők
| Név       | Sportág  | Versenyszám    |
| --------- | -------- | -------------- |
| Mező Béla | Atlétika | 60 m síkfutás  |
| Mező Béla | Atlétika | 100 m síkfutás |
| Mező Béla | Atlétika | távolugrás     |